# سیارک ۲۳۸۴۴
سیارک ۲۳۸۴۴ (به انگلیسی: 23844 Raghvendra، نامگذاری:1998QB109) بیست و سه هزار و هشتصد و چهل و چهارمین سیارک کشف شده‌است که در ۱۷ اوت ۱۹۹۸ کشف شد.
قدر مطلق سیارک برابر ۱۲.۳ است.